# Aneta Sychrová
Aneta Sychrová (* 2. dubna 1987, Ústí nad Orlicí) je česká modelka, finalistka České Miss 2008 a IV. vicemiss na Miss Intercontinental 2008.

## Životopis

### Studium
Aneta Sychrová studovala na gymnáziu v Ústí nad Orlicí (2002-2006). Poté studovala na České zemědělské univerzitě v Praze, na Provozně ekonomické fakultě obor Agricultural Economics and Management, který je vyučovaný v anglickém jazyce.

### Modeling a soutěže Miss
V roce 2008 se zúčastnila české soutěže krásy Česká Miss, kde se probojovala do finále, ale neumístila se. Poté naší zemi reprezentovala na světové soutěži krásy Miss Intercontinental, jejíž finále se konalo 24. října 2008 v polském Zabrze. Zde se umístila na krásném 5. místě (TOP 5) a ještě získala ocenění "Best Body" za nejkrásnější postavu. Garderóbu ji navrhovala módní návrhářka Petra Pilařová.
V roce 2010 se stala vítězkou soutěže Miss Agro 2010, kterou pořádá ČZU. Následně se také stala vítězkou soutěže Miss zlatého moku ČR 2010, která se konala 22. října 2010 na slavnostním Galavečeru v Městském divadle v Žatci (reprezentovala pivní značku Suchdolský Jeník studentského pivovaru České zemědělské univerzity v Praze).

## Motto
| „ | Je lepší litovat toho, co jsi udělal, než toho, co jsi neudělal. | “ |